# 유의 (광릉공왕)
광릉공왕 유의(廣陵共王 劉意, ? ~ 기원전 32년)는 중국 전한의 황족이자 제후왕으로, 광릉왕이다. 광릉효왕 유패의 태자다. 효왕이 효왕 13년(기원전 35년)에 죽자 그 자리를 계승했고, 공왕 3년(기원전 32년)에 죽어 아들 애왕 유호가 계승했다.